# TBX5
El gen TBX5 codifica para el factor de transcripción TBX5, miembro de la familia de factores de transcripción T-box. Las mutaciones en este gen se asociaron por primera vez con el síndrome de Holt Oram.En el genoma humano existen 17 genes codificantes que forman parte de diferentes subfamilias dentro de la familia de genes T-box. Los genes TBX2, TBX3, TBX4 y TBX5 pertenecen a una subfamilia de genes homólogos al gen Omb de Drosophila. Estos genes se generaron a partir de duplicaciones en tándem de un gen ancestral y la posterior divergencia hace 400 millones de años.

## Mecanismo de acción
TBX5 regula la transcripción de genes mediante la unión directa con el ADN. Dianas directas de TBX5 son genes implicados en la proliferación, maduración y en la función cardiaca como Nppa, GJA5, y SCN5A. TBX5 interacciona con otros factores de transcripción como GATA4 y NKX2-5, y con el complejo remodelador de la cromatina BAF, lo que conduce a una activación de la transcripción de genes implicados en el desarrollo cardiaco. Por otro lado, TBX5 también interacciona con represores transcripcionales como SALL4 y NuRD, que conduce a la remodelación de la cromatina, generando una conformación cerrada que reprime la expresión de genes no cardiacos.

## Estructura proteica
Codifica para una proteína de 518 aminoácidos, con un dominio T-box de unión a secuencias de ADN en el motivo AGGTGHBA, situado entre los aminoácidos 56 y 236. Contiene dos regiones de localización nuclear NLS1 y NLS2 situados en el extremo C-terminal y un dominio de transactivación. Por procesos de empalme alternativo se generan distintas isoformas, entre ellas, antagonistas de TBX5 (TBX5a).

## Significancia clínica
En humanos TBX5 se expresa en epicardio, miocardio y endocardio tanto de corazones embrionarios como adultos, siendo su expresión en las aurículas mucho mayor que en los ventrículos. En el periodo embrionario se expresa en el nodo atrioventricular y en adultos se expresa en apéndices auriculares.

### Desarrollo cardiaco
La morfología del septo ventricular depende de la localización de TBX5 durante el desarrollo embrionario. Ambos ventrículos contribuyen por igual a la formación del septo, por lo que debe existir un balance de TBX5 entre ambas. Durante el desarrollo del ventrículo, TBX5 se localiza en el lado izquierdo ventricular. Su localización en el ventrículo derecho o izquierdo depende a su vez, de su asociación con otros tipos de factor de transcripción, como TBX18 y TBX20, que son específicos del ventrículo izquierdo y derecho respectivamente.
Durante el desarrollo auricular, el endodermo pulmonar libera señales de la vía Sonic hedgehog (Shh) a través de Gli1, que interacciona con TBX5 actuando como coactivador para la activación de genes diana Osr1 y Foxf1 encargados de la formación del septo. La haploinsuficiencia de TBX5 desencadena el síndrome de Holt Oram en pacientes, caracterizado por la presencia de defectos en el septo atrial en el 40% de los casos.

### Conducción cardiaca
TBX5 desempeña un papel en el sistema de conducción cardiaca en tejido adulto. TBX5 interacciona genéticamente con NKX2-5 para especificar las conducciones cardíacas ventriculares, y se requiere su corregulación transcripcional de ID2 para la formación y función del sistema de conducción cardiaca. Es necesario también la regulación de los canales iónicos GJA5 y SNCA5. La ausencia de TBX5 del tejido ventricular conlleva una pérdida de los canales iónicos y una alteración de la conducción cardiaca.

#### Fibrilación auricular
Mediante un estudio de asociación del genoma completo se mostró la existencia de polimorfismos en ciertos loci que afectan a la expresión de genes, tanto de TBX5 como de TBX3, por encontrarse en regiones cercanas dentro del cromosoma. Estos cambios de expresión se asocian con riesgo de fibrilación auricular.